# (73504) 2002 TO110
2002 تي أو 110 (ويعرف أيضًا باسم (73504) 2002 تي أو 110 وفق تسمية الكوكب الصغير) (بالإنجليزية: 2002 TO110)‏ هو كويكب ضمن حزام الكويكبات؛ وترتيبه 73504 من حيث الاكتشاف.
اكتُشف هذا الجُرم الفلكي بواسطة تعقب الأجرام القريبة من الأرض في 2 أكتوبر 2002.

## وصلات خارجية
- (73504) 2002 TO110 في قاعدة بيانات مختبر الدفع النفاث لأجرام النظام الشمسي الصغيرة

- الاكتشاف · مخطط المدار ·  العناصر المدارية · المعلمات المادية

- (73504) 2002 TO110 على موقع ويكي سكاي: DSS2, SDSS, GALEX, IRAS, Hydrogen α, X-Ray, Astrophoto, Sky Map, Articles and images